# Comuna Stara Moșceanîțea, Zdolbuniv
Stara Moșceanîțea (în ucraineană Стара Мощаниця) este o comună în raionul Zdolbuniv, regiunea Rivne, Ucraina, formată din satele Pidhaine și Stara Moșceanîțea (reședința).

## Demografie
Componența lingvistică a comunei Stara Moșceanîțea
     Ucraineană (99,59%)
     Alte limbi (0,41%)
Conform recensământului din 2001, majoritatea populației comunei Stara Moșceanîțea era vorbitoare de ucraineană (99,59%), existând în minoritate și vorbitori de alte limbi.